# Haley Lu Richardson
Haley Lu Richardson (Phoenix, 7 marzo 1995) è un'attrice e ballerina statunitense.
È principalmente nota per il ruolo di Tess nella serie televisiva Ravenswood (2013-2014) e per i suoi lavori nelle pellicole 17 anni (e come uscirne vivi) (2016), Columbus (2017) e A un metro da te (2019).

## Biografia
Nata a Phoenix, Arizona, da Forrest e Valerie Richardson, Haley Lu ha frequentato la scuola Villa Montessori e la Arcadia High School. Da adolescente ha partecipato regolarmente a produzioni teatrali e gare di danza in tutto il sudovest americano, mentre dal 2001 al 2011 è stata prima ballerina della compagnia di danza Cannedy, basata a Phoenix. Nel 2011 si è trasferita ad Hollywood, in California, per perseguire la carriera nella recitazione.

## Carriera
Nel 2013 l'attrice ha ottenuto il ruolo ricorrente di Tess nel teen drama di ABC Family Ravenswood, spin-off della popolare serie Pretty Little Liars. Grazie a questo ruolo ha ottenuto una parte nella serie televisiva The Royals, attualmente in produzione da E! e Lionsgate, poi però assegnata all'attrice Merritt Patterson . I suoi ruoli cinematografici includono le pellicole The Well ed Escape from Polygamy. In ruoli minori, invece, ha partecipato alla serie di Disney Channel A tutto ritmo ed all'episodio pilota della produzione di ABC Adopted, che tuttavia non è mai stato trasmesso.
La sua svolta è arrivata nel 2017 quando è stata la protagonista di Casey in Columbus . Per il suo lavoro nel film, è stata nominata per il Gotham Independent Film Award 2017 come migliore attrice. Esaminando Columbus in The New Yorker , il critico Richard Brody ha elogiato la sua interpretazione, "Richardson in particolare va alla ribalta degli attori della sua generazione con questa performance, che virtualmente canta con acume emotivo e intellettuale." Nel 2019, Richardson ha recitato nel dramma romantico Five Feet Apart , come protagonista femminile al fianco di Cole Sprouse . Nel film, uscito il 15 marzo, interpreta una paziente con la fibrosi cistica, Stella Grant, che si innamora di un ragazzo (interpretato da Sprouse) con la stessa malattia.

## Filmografia

### Cinema
- The Last Survivors, regia di Tom Hammock (2014)
- The Young Kieslowski, regia di Kerem Sanga (2014)
- The Bronze - Sono la numero 1 (The Bronze), regia di Bryan Buckley (2015)
- Follow, regia di Owen Egerton (2015)
- 17 anni (e come uscirne vivi) (The Edge of Seventeen), regia di Kelly Fremon Craig (2016)
- Split, regia di M. Night Shyamalan (2016)
- Columbus, regia di Kogonada (2017)
- Support the Girls, regia di Andrew Bujalski (2018)
- Operation Finale, regia di Chris Weitz (2018)
- The Chaperone, regia di Michael Engler (2018)
- A un metro da te (Five Feet Apart), regia di Justin Baldoni (2019)
- Unpregnant, regia di Rachel Lee Goldenberg (2020)
- After Yang, regia di Kogonada (2021)
- Montana Story, regia di Scott McGehee e David Siegel (2021)
- La probabilità statistica dell'amore a prima vista (Love at First Sight), regia di Vanessa Caswill (2023)

### Televisione
- Tornado F6 - La furia del vento (Christmas Twister), regia di Peter Sullivan – film TV (2012)
- A tutto ritmo – serie TV, episodio 3x08 (2013)
- In fuga per amore (Escape from Polygamy), regia di Rachel Lee Goldenberg – film TV (2013)
- Keep Calm and Karey On, regia di Gail Mancuso – film TV (2013)
- Ravenswood – serie TV, 5 episodi (2013–2014)
- Diario di una nerd superstar (Awkward) – serie TV, episodio 4x04 (2014)
- Awkward. Webisodes – serie TV, 3 episodi (2014)
- Law & Order - Unità vittime speciali (Law & Order: Special Victims Unit) – serie TV, episodio 16x13 (2015)
- Your Family or Mine – serie TV, 1 episodio (2015)
- Mortal Kombat X: Generations – serie TV, 1 episodio (2015)
- Recovery Road – serie TV, 6 episodi (2016)
- Jane the Virgin – serie TV, 2 episodi (2019)
- The White Lotus – serie TV, 7 episodi (2022)

### Cortometraggi
- Meanamorphosis, regia di Ryan Ebner (2012)

### Videoclip
- Star Maps - Aly & AJ (2019)
- Wings - Jonas Brothers (2023)

## Riconoscimenti
- Screen Actors Guild Award
  - 2023 - Miglior cast in una serie drammatica per The White Lotus
- Gotham Independent Film Awards
  - 2017 – Candidatura per la miglior attrice per Columbus

- MTV Movie & TV Awards
  - 2019 – Candidatura per la miglior performance rivelazione per A un metro da te

## Doppiatrici italiane
Nelle versioni in italiano delle opere in cui ha recitato, Haley Lu Richardson è stata doppiata da:
- Tiziana Martello in The Bronze - Sono la numero 1, After Yang
- Vanessa Lonardelli in The Last Survivors
- Veronica Puccio in 17 anni (e come uscirne vivi)
- Lucrezia Marricchi in Split
- Valentina Favazza in Operation Finale
- Joy Saltarelli in A un metro da te
- Margherita De Risi in The White Lotus
- Antilena Nicolizas in La probabilità statistica dell'amore a prima vista